# 韦尔加沃
韦尔加沃（法語：Oeyregave，法語發音：[wɛʁɡav]）是法国朗德省的一个市镇，属于达克斯区。

## 地理
韦尔加沃（43°32'2"N, 1°5'54"W）面积8.03 平方千米，位于法国新阿基坦大区朗德省，该省份为法国西南部沿海省份，是法國本土面积第二大的省，北起吉倫特省，西临大西洋，南至大西洋比利牛斯省，东临热尔省，东北与洛特-加龍省接壤。
与韦尔加沃接壤的市镇（或旧市镇、城区）包括：科内耶、阿斯坦格、佩尔奥拉德、索尔德拉拜、卡姆。
韦尔加沃的时区为UTC+01:00、UTC+02:00（夏令时）。

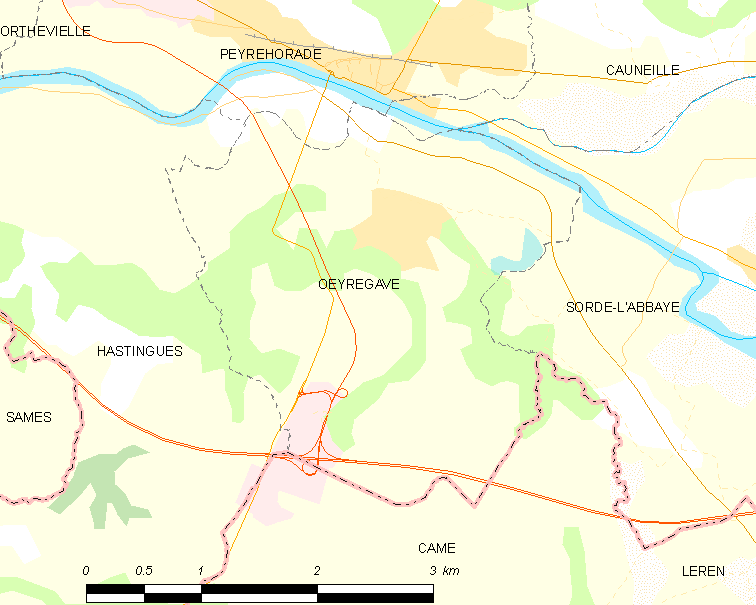
韦尔加沃的OSM定位图

## 行政
韦尔加沃的邮政编码为40300，INSEE市镇编码为40206。

## 政治
韦尔加沃所属的省级选区为奥尔特-阿里冈县。

## 人口

1962-2008年间韦尔加沃人口变化图示

韦尔加沃于2022年1月1日时的人口数量为304人。